# Chutar Dziedzina
Chutar Dziedzina (biał. Хутар Дзедзіна; ros. Хутор Дедино, Chutor Diedino) – wieś na Białorusi, w obwodzie witebskim, w rejonie miorskim, w sielsowiecie Przebrodzie.
Dawniej używana nazwa – Dziedzina lub Dziedzinka II.

## Historia
W czasach zaborów w gminie Druja, w powiecie dzisieńskim, w guberni wileńskiej Imperium Rosyjskiego.
W latach 1921–1945 kolonia leżała w Polsce, w województwie wileńskim, w powiecie dziśnieńskim, od 1926 w powiecie brasławskim, w gminie Druja, a następnie w gminie Przebrodzie.
Według Powszechnego Spisu Ludności z 1921 roku zamieszkiwało tu 246 osób, 207 były wyznania rzymskokatolickiego a 39 prawosławnego. Jednocześnie 158 mieszkańców zadeklarowało polską przynależność narodową a 88 białoruską. Było tu 47 budynków mieszkalnych. W 1931 w 51 domach zamieszkiwało 271 osób.
Wierni należeli do parafii rzymskokatolickiej w Ikaźni i prawosławnej w Przebrodziu. Miejscowość podlegała pod Sąd Grodzki w Brasławiu i Okręgowy w Wilnie; właściwy urząd pocztowy mieścił się w Przebrodziu.
W wyniku napaści ZSRR na Polskę we wrześniu 1939 miejscowość znalazła się pod okupacją sowiecką. 2 listopada została włączona do Białoruskiej SRR. Od czerwca 1941 roku pod okupacją niemiecką. W 1944 miejscowość została ponownie zajęta przez wojska sowieckie i włączona do obwodu mińskiego Białoruskiej SRR.
Od 1991 w składzie niepodległej Białorusi.